# Gisela Schöbel-Graß
Gisela Schöbel-Graß (* 18. Juni 1926 in Leipzig als Eva Maria Gisela Graß) gehörte in den 1940er Jahren zu den besten Schwimmerinnen der Welt.
Am 9. Mai 1943 stellte sie mit einer Zeit von 1:19,80 Minuten einen Weltrekord über 100 m Brust auf, der mehr als 3 Jahre Bestand hatte.
Damit gelang ihr als erster Frau überhaupt, in dieser Disziplin die Schallmauer von 1:20 Minuten zu durchbrechen.
Viele Jahre später gelang ihr die erfolgreiche Fortsetzung der sportlichen Karriere im Bereich des Breitensports der Senioren. Bis heute ist sie vielfache Titelgewinnerin zahlreicher internationaler Schwimmsportwettbewerbe und Inhaberin mehrerer Weltrekorde in verschiedenen Alterskategorien der Senioren.

## Kindheit
Eva Maria Gisela kam als einziges Kind von Karl Franz August Graß (1887–1949) und Sarah Helene Graß, geborene Wolfram (1890–1971) am 18. Juni 1926 in Leipzig zur Welt. Als Tochter eines Kaufmanns und einer Krankenschwester wuchs sie in einfachen Verhältnissen auf.
Gisela Graß begann erst im Alter von 14 Jahren, mit einem regelmäßigen Schwimmtraining bei ihrem Heimatverein Poseidon Leipzig. Bereits nach kurzer Zeit wurde ihr offensichtliches Talent von ihrem Schwimmtrainer entdeckt, der sie konsequent förderte. Trotz widriger Bedingungen, die während des Zweiten Weltkrieges herrschten, gelangen Gisela Graß innerhalb kürzester Zeit enorme Leistungssteigerungen. So waren nicht nur mangelhafte Ernährung und unsichere Lebensverhältnisse Grenzen, die ihr ein ungestörtes Training verwehrten. Zudem war sie gezwungen, ihre Übungseinheiten während des normalen Badebetriebes ihres Heimatschwimmbades zu absolvieren, was zusätzliche Schwierigkeiten nach sich zog, da sie weder die Ruhe noch den Platz zur Verfügung hatte, um ihr Talent optimal zu entfalten.

## Erfolge im Sport während des Krieges
Der Beginn des Zweiten Weltkriegs 1939 bedeutete im Deutschen Reich zunächst noch nicht das Ende zivilen Lebens, so dass Gisela Graß am Anfang der 1940er Jahre ihre größten sportlichen Erfolge feiern konnte. Bereits im Alter von 15 Jahren gelang ihr am 10. Mai 1942 ihr erster deutscher Rekord in ihrer Spezialdisziplin 100 Meter Brust, die sie in 1:21,80 min absolvierte. Mit dieser Zeit zur Topfavoritin stilisiert, nahm sie an den Deutschen Schwimmmeisterschaften 1942 überraschend nicht teil. Ein Jahr später nahm sie ihre Chance jedoch wahr. Bei den Deutschen Schwimmmeisterschaften 1943 ging sie für ihren Heimatverein Poseidon Leipzig an den Start und gewann den Titel über 200 m Brust. Ihre Paradestrecke 100 m Brust gehörte in der Zeit von 1928 bis 1946 nicht zum Programm der Deutschen Meisterschaften, was ihr einen möglichen weiteren Erfolg verwehrte. Spätestens seit diesen nationalen Titelkämpfen galt Gisela Graß als beste deutsche Schwimmerin, da sie neben der Bruststrecke auch in den Lagen Freistil und Rücken Bestzeiten erreichte, was sich allerdings nicht in weiteren deutschen Meistertiteln niederschlug.
Am 9. Mai 1943 stellte Gisela Graß, gerade einmal 16-jährig, über 100 m Brust einen neuen Weltrekord auf. Ihre Zeit von 1:19,80 Minuten stellt in der Historie des Schwimmsports einen Durchbruch dar. Sie ist die erste Frau, der es gelang in dieser Disziplin die Schallmauer von 1:20 Minuten zu unterbieten. Dabei verbesserte sie die bereits sieben Jahre alte Bestzeit von Hanni Hölzner um vier Zehntelsekunden. Zudem gehört sie bis heute zu den jüngsten Weltrekordhalterinnen im Schwimmsport überhaupt. Dieser Weltrekord wurde erst nach über 3 Jahren von der späteren Olympiasiegerin Nel van Vliet am 29. Juli 1946 unterboten.
Im Jahr darauf gelang Gisela Graß eine Verbesserung ihres eigenen Weltrekords, indem sie am 24. April 1944 über 100 m Brust eine Zeit von 1:19,30 min erreichte. Zur Tragik dieser sportlichen Höchstleistung gehört jedoch die Tatsache, dass durch fehlende internationale Kontrollen, immerhin befand sich das Deutsche Reich zu dieser Zeit im totalen Krieg mit fast allen anderen europäischen Staaten, eine Anerkennung des Rekords verwehrt blieb. Deshalb ist in den offiziellen Listen der Weltrekorde, die die FINA (Fédération Internationale de Natation Amateur) führt, diese Zeit nicht berücksichtigt.
Trotz dieser Makulatur bewies Gisela Graß ihre einzigartige Stellung über 100 m Brust. Sie gehörte auf dieser Strecke zur weltbesten Sportlerin und begann, ihre Konkurrenz zu dominieren. Da sie 1943 bereits mit 16 Jahren einen neuen Weltrekord aufstellte, schien vor ihr eine Karriere als international erfolgreiche Schwimmerin zu liegen. Jedoch verhinderten die Wirren des Zweiten Weltkrieges die Durchführung fast sämtlicher internationaler Sportwettbewerbe, so dass Gisela Graß nie die Möglichkeit erhielt, sich während ihrer stärksten Leistungsphase einer internationalen Konkurrenz zu stellen. So fielen unter anderem die Schwimmeuropameisterschaften von 1939 bis 1948 aus. Besonders tragisch ist aber der Ausfall der Olympischen Sommerspiele 1944, die in London stattfinden sollten. Als Weltrekordhalterin galt Gisela Graß unter Experten als große Favoritin für den Sieg, da ihre Spezialdisziplin 100 m Brust zum olympischen Programm gehörte und sie auf dieser Strecke jahrelang unbesiegt war.

## Die Zeit nach dem Krieg
Bereits ein Jahr nach Ende des Zweiten Weltkriegs nahm Gisela Graß wieder regelmäßig an nationalen Wettkämpfen teil und setzte ihre Erfolgsbilanz der Jahre 1942 bis 1944 ungehindert fort. Bei einer Sportveranstaltung am 24. November 1946 in Berlin errang sie drei nationale Titel und blieb unbesiegt. Dabei gelang ihr die Jahresbestzeit über 200 m Brust, die sie in einer Zeit von 3:07,00 min schwamm. Zudem brillierte Gisela Graß immer mehr als taktisch sehr gut eingestellte Schwimmerin, da sie auch aufgrund ihrer guten Einteilung der Rennen knappe Wettkämpfe für sich entscheiden konnte. So gelang ihr unter anderem ein Triumph über die Berlinerin Editha Busse, die über die 200-Meter-Distanz eigentlich leicht favorisiert war, da sie nicht nur den Heimvorteil, sondern auch bessere Trainingsbedingungen genießen konnte.
Auch 1947 hielt die gute Form von Gisela Graß weiterhin an. So stellte sie nicht nur Jahresweltbestzeiten über 100 und 200 m Brust auf, sondern gewann außerdem die interzonalen Meisterschaften der Sowjetischen Besatzungszone. Durch die rigorose Haltung des europäischen Auslands, deutsche Sportler von internationalen Wettkämpfen auszuschließen, blieb Gisela Graß in der Zeit nach dem Krieg nur auf nationaler Ebene präsent.
Zu den Olympischen Sommerspielen 1948 in London wurden deutsche Sportler nicht eingeladen, weshalb Gisela Graß die Teilnahme Olympischer Spiele insgesamt verwehrt blieb, da die Spiele 1944 ausgefallen waren und die Olympischen Sommerspiele 1952 in Helsinki, als deutsche Sportler vom IOC wieder mit einer Einladung bedacht worden waren nach Gisela Graß' Rücktritt vom aktiven Leistungssport stattfanden. Damit blieb ihre sportliche Karriere zumindest auf olympischer Ebene ungekrönt.
1948 gelangen Gisela Graß weiterhin bemerkenswerte Ergebnisse im Schwimmen. So nahm sie an den Deutschen Meisterschaften 1948 in Rheydt, die von Sportlern aus allen 4 Besatzungszonen besucht worden waren, teil und belegte über 100 m Brust den 2. Platz hinter der Hamburgerin Inge Schmidt, die lediglich 4 Zehntelsekunden vor der Leipzigerin ins Ziel kam.
Die Schwimmmeisterschaften der Sowjetischen Besatzungszone, die zudem als erste DDR-Meisterschaften gelten, dominierte Gisela Graß in gewohnter Weise und blieb bei 3 Starts über 100 und 200 m Brust sowie über 100 m Rücken ungeschlagen.
Im Jahr 1949 fanden in Erfurt die zweiten DDR-Meisterschaften im Schwimmen statt, bei denen Gisela Graß letztmals teilnahm und über 200 m Brust noch einmal gewinnen konnte.
Bei den Weltjugendfestspielen 1949, die in Budapest stattfanden, waren die Schwimmer der DDR nicht startberechtigt, da die FINA ebendiese nicht anerkannte. Deshalb konnte Gisela Graß erneut nicht an einem internationalen Wettkampf teilnehmen und erfuhr damit in den verschiedenen politischen Systemen Nachteile, die ihre Karriere als Sportlerin maßgeblich beeinflussten.
Im selben Jahr zog sich Gisela Graß vom Leistungssport zurück und widmete ihre Zeit von nun an ihrer eigenen Familie, die am 17. Dezember 1949 durch die Heirat mit Edmund Gustav Robert Schöbel gegründet wurde.

## Fortsetzung der sportlichen Laufbahn im Seniorenbereich
In den ersten Jahren nach 1949 zog sich Gisela Graß völlig aus der Öffentlichkeit zurück und ging ihrem Beruf nach, den sie als Technische Zeichnerin in Leipzig ausübte. Zudem zog sie ihre zwei Töchter groß und fand nur allmählich wieder zum Schwimmsport zurück. Von nun an trat Gisela Graß mit ihrem neuen Namen, als Gisela Schöbel, bei nationalen und internationalen Wettkämpfen an. Darüber hinaus verwendet sie bis heute auch den Doppelnamen Gisela Schöbel-Graß, da sie mit ihrem Geburtsnamen im Schwimmsport Bekanntheit erlangte.
Im Bereich des Seniorensportes ist Gisela Schöbel-Graß nach wie vor eine erfolgreiche Schwimmerin, die bei zahlreichen Masters-Veranstaltungen international und national Wettkämpfe bestreitet und Bestmarken setzt. Sie hält zahlreiche deutsche und europäische Rekorde.

## Bedeutung
Gisela Graß gehörte in den 1940er Jahren zu den erfolgreichsten und besten deutschen Schwimmerinnen. Es gelang ihr über fast ein gesamtes Jahrzehnt, ihre Sonderstellung vor allem in der Disziplin des Brustschwimmens zu untermauern. Ihr Weltrekord, der einem historischen Durchbruch glich, sorgte zumindest in der Fachwelt für großes Aufsehen, da sie zu diesem Zeitpunkt noch sehr jung gewesen war und alte Bestmarken nahezu mühelos unterbot. Trotz denkbar schlechter Begleitumstände, mangelhafter Ernährung und den Wirren des Krieges zeichnete sich Gisela Graß als leistungsfähige Sportlerin aus. Obwohl es ihr nie vergönnt war, an Olympischen Spielen teilzunehmen, gelang ihr eine außergewöhnliche sportliche Karriere, während der sie die Konkurrenz phasenweise düpierte. Sie ist untrennbar mit der Geschichte des Schwimmsports verbunden und gehört in die Reihe der erfolgreichen Schwimmerinnen aus Leipzig, die auch in den darauffolgenden Jahrzehnten internationale Bestleistungen aufstellten.